# Friedrich Wilhelm Nolte
Friedrich Wilhelm Nolte (* 8. September 1880 in Nienstedt im Deister; † 28. Juli 1952 in Hannover) war ein deutscher Politiker (Deutsch-Hannoversche Partei).

## Leben und Wirken

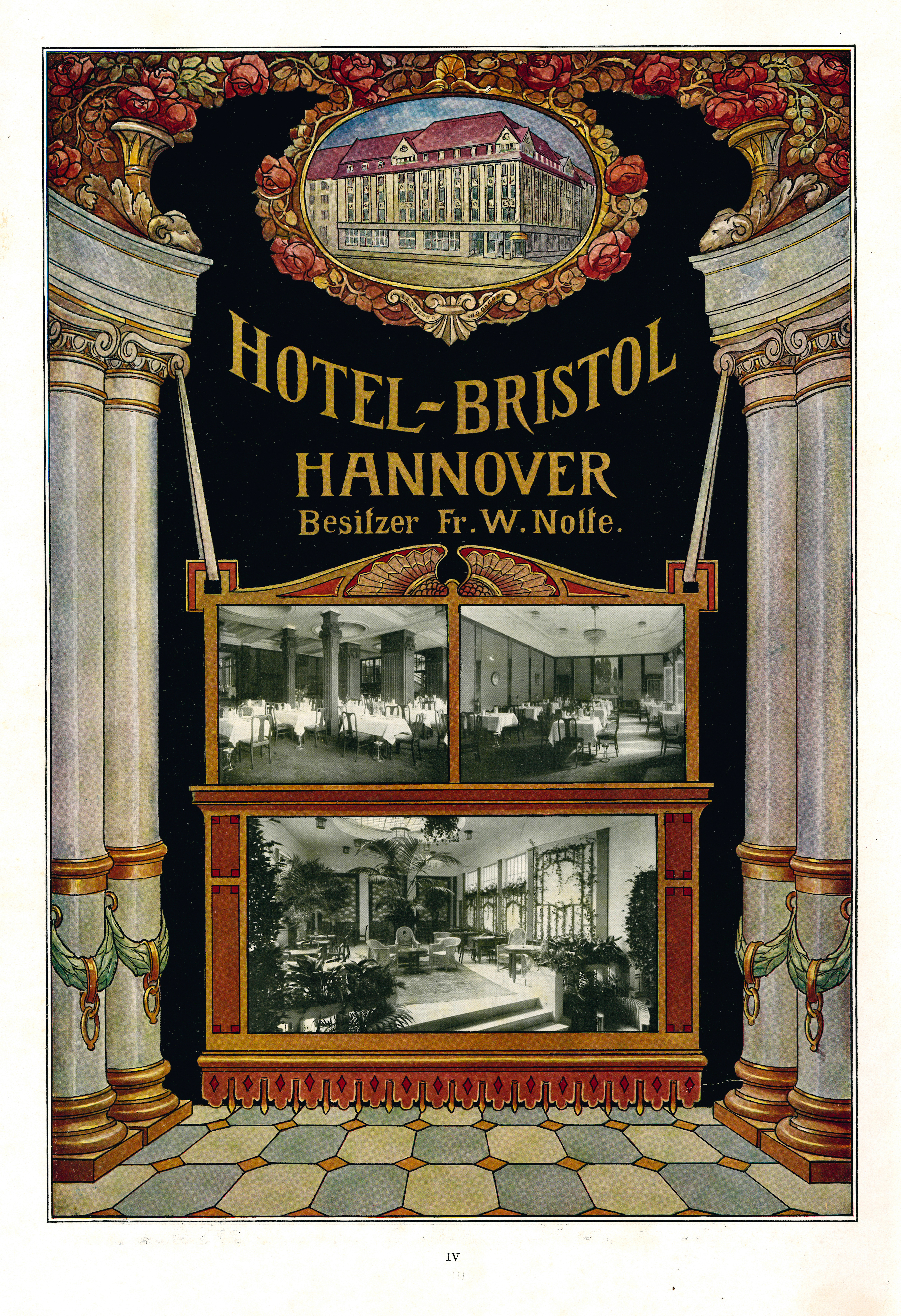
Anzeige mit einer Zeichnung des Hotels Bristol und Innenfotografien des Gebäudes, „Besitzer: F. W. Nolte“;
Illustrirte Zeitung Nummer 3538 vom 20. April 1911, ohne Künstlersignaturen

Friedrich Wilhelm Nolte wurde als Sohn eines Landwirtes geboren. In seiner Jugend besuchte er die Dorfschule in Nienstedt, das Gymnasium und die höhere Handelsschule. Daneben wurde er in Hildesheim privat unterrichtet. Nachdem er bis 1896 eine kaufmännische Lehre absolviert hatte, war er ab dem 1. April 1896 zehn Jahre lang in führenden Hotels des Auslandes tätig, wobei er hauptsächlich Leitungs- und Verwaltungsaufgaben wahrnahm: So arbeitete er in Betrieben in Großbritannien (Schottland), Belgien, Frankreich, Spanien, der Schweiz, Italien und Ägypten. Am 19. Januar 1906 übernahm Nolte die Leitung des Hotels Bristol in Hannover. 1909 machte er sich mit dem Hotel Ernst August als Hotelier selbständig, das er als Angestellter vom vormaligen Besitzer übernommen hatte. In den Jahren 1910, 1911 und 1912 unternahm er Studienreisen nach Österreich-Ungarn und in die nordischen Länder, später, 1927, unternahm er eine weitere Reise durch die Vereinigten Staaten und Kanada. Nach einem Ausbau seines Geschäfts bewirtschaftete Nolte außer seinen drei Hotels einen landwirtschaftlichen Betrieb und die Weingroßhandlung Friedrich Wilhelm Nolte. Von 1914 bis 1918 nahm er am Ersten Weltkrieg teil, in dem er fünf Auszeichnungen erhielt.
1919 wurde Nolte Bürgervorsteher der Stadt Hannover und Vorsitzender der Fraktion Mitte, bestehend aus der Deutsch-Hannoverschen Partei, dem Zentrum, den Demokraten, der Wirtschaftspartei und dem Christlichen Volksdienst. Bei der Reichstagswahl vom Mai 1924 zog Nolte auf Reichswahlvorschlag in den Reichstag ein. Im Dezember wurde er als Kandidat für den Wahlkreis 16 (Südhannover-Braunschweig) in den Reichstag gewählt, dem er zunächst bis zur Wahl vom Mai 1928 angehörte. Nach einer knapp zweijährigen Absenz von 1928 bis 1930 wurde Nolte bei der Wahl vom September 1930 erneut für seinen alten Wahlkreis in den Reichstag gewählt, dem er diesmal bis zum Juli 1932 angehörte.
Daneben übernahm Nolte zahlreiche Funktionen in berufsständischen Organisationen: Im August 1918 gründete er den Norddeutschen Hotelbesitzerverein (Verband der Hotels, Restaurants und verwandter Betriebe in Niedersachsen e. V.) mit Sitz in Hannover, dessen erster Vorsitzender er wurde. Am 5. Mai 1919 übernahm er auch den Vorsitz über den Reichsverband der Hotels, Restaurants und verwandter Betriebe in Düsseldorf. Seit dem Frühjahr 1926 war er Vizepräsident der Alliance Internationale de l'Hotellerie in Paris. Dem Internationalen Hotelbesitzerverein gehörte Nolte als Aufsichtsratsmitglied an. Außerdem war Nolte seit 1919 Mitglied der Industrie- und Handelskammer in Hannover und seit 1925 Mitglied der Internationalen Handelskammer in Paris.
Friedrich Wilhelm Nolte war Mitglied der Burschenschaft Duesseldorpia Köln, der späteren Bonner Burschenschaft Germania.

## Schriften
- Robert Hampe, Theodor Vickes: Kommentar zum Gaststättengesetz, enthält den Gesetzestext, Durch- und Ausführgsbestimmungen des Reiches und der Länder (= Deutsche Hotel-Fachbücherei, Band 4), hrsg. und bearbeitet für den praktischen Gebrauch im Gaststättengewerbe unter Mitwirkung von Ekhard Wegner und einem Vorwort von Friedrich Wilhelm Nolte, Hamburg: H. Eisler, 1930.